# São Valentim (bairro)
São Valentim é um bairro do distrito do São Valentim, município de Santa Maria. Localiza-se no oeste da cidade e boa parte do seu território pertence ao Exército brasileiro, onde situa-se unidades com 29º e CISM.
O bairro São Valentim possui uma área de 133,38 km² que equivale a 100% do distrito do São Valentim que é de 133,38 km² e  7,44% do municipio de Santa Maria que é de 1791,65 km².

## História
A história de São Valentim está ligada à criação da Associação de Moradores das Colônias Conceição e Toniolo, entidade fundada em novembro de 1995, que é responsável pelos eventos turísticos que são realizados durante todo o ano.
Os carreteiros, vindos da fronteira e região, se alojavam nesta localidade para descansar antes de seguir viagem, criando ali uma rota para a região central do país. Foram eles os primeiros integradores da região, demandando do prata, transportando charque e outros produtos coloniais para feiras em São Paulo e Minas Gerais. Eles passaram pelo atual São Valentim, onde deixaram um testemunho vivo dessa história criando uma literatura e um folclore em torno desses valores. Foram encontrados no São Valentim vários utensílios que eram usados por povos pré-históricos, como os Tupis-guaranis, mostrando as raízes étnicas e culturais. Estes objetos arqueológicos, como pedaços de Cerâmicas e potes, são encontrados com frequência e estão sendo estudados pela Universidade Federal de Santa Maria. Devido à importância dos carreteiros para o bairro, há eventos em comemoração a eles: Festas dos Carreteiros, Acampamento dos Carreteiros.
Antes da criação do Aeroporto de Santa Maria houve no local um campo de pouso para aviões. Hoje estão naquela área instalados várias unidades do exército.

## Limites
Limita-se com os bairros:  Boca do Monte, Boi Morto, Lorenzi, Pains, Renascença, Santa Flora, Tancredo Neves, Urlândia, e, com o município de Dilermando de Aguiar.
Descrição dos limites do bairro:
- Ao Norte: Inicia no cruzamento da Sanga da Laranjeira com a BR-158, segue-se a partir daí, pela seguinte delimitação: por esta rodovia, no sentido nordeste, até o cruzamento com o Arroio Ferreira; Arroio Ferreira, a jusante, até o cruzamento com a Estrada Municipal Juca Monteiro (antiga Estrada da Picadinha); Estrada Municipal Juca Monteiro, no sentido nordeste; Estrada Municipal Cap. Vasco da Cunha, até a Praça do Boi Morto; daí, segue-se pela Rua Irmã Dulce, até encontrar a canalização do Arroio Cadena;
- Ao Leste: Deste ponto, deflete-se, a jusante, pelo leito da canalização do Arroio Cadena, até a sua foz, no Arroio Arenal;
- Ao Sul Arroio Arenal, a montante, até a confluência da Sanga da Ramada com o Arroio Sarandi; Arroio Sarandi, a montante, passando pela Sanga da Laranjeira, também, a montante, até o ponto de cruzamento com a BR-l58, início desta demarcação.

## Demografia

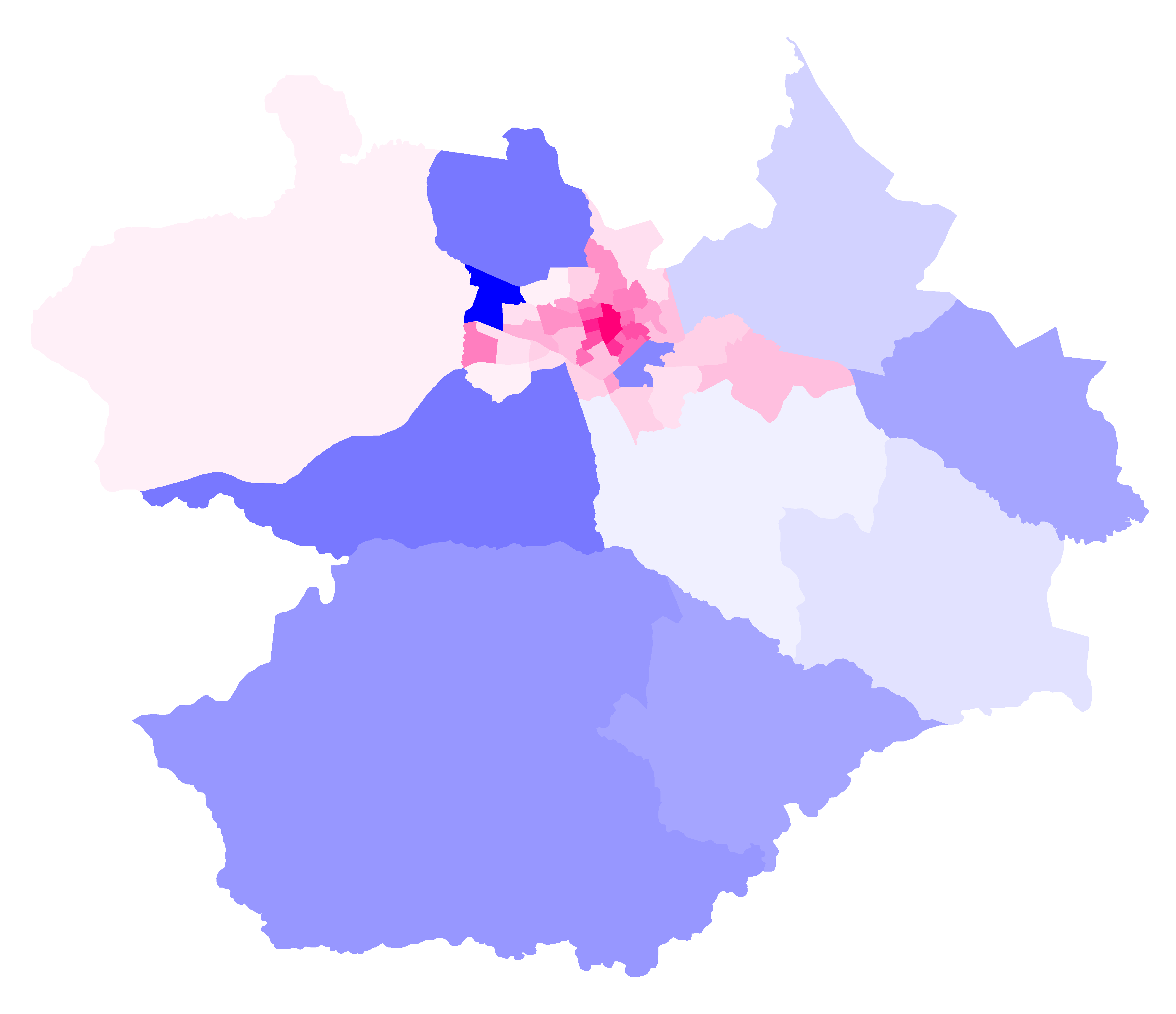
Mapa do município de Santa Maria com as divisões em bairros. Em escalas de azul os bairros com predominância masculina e em escalas de rosa os bairros com predominância feminina. Observa-se que quanto melhor a infraestrutura e o acesso a ela mais convidativo o bairro é para a população feminina. E, reciprocamente, podemos reconhecer os bairros com melhor infraestrutura observando onde a população feminina está concentrada.

Segundo o censo demográfico de 2010, São Valentim é, dentre os 50 bairros oficiais de Santa Maria:
- O único bairro do distrito do São Valentim.
- O 48º bairro mais populoso.
- O 6º bairro em extensão territorial.
- O 48º bairro mais povoado (população/área).
- O 3º bairro em percentual de população na terceira idade (com 60 anos ou mais).
- O 49º bairro em percentual de população na idade adulta (entre 18 e 59 anos).
- O 32º bairro em percentual de população na menoridade (com menos de 18 anos).
- Um dos 11 bairros com predominância de população masculina.
- Um dos 30 bairros que não contabilizaram moradores com 100 anos ou mais.

Distribuição populacional do bairro
1. Total: 565 (100%)
  1. Urbana: 14 (2,48%)
  2. Rural: 551 (97,52%)
2. Homens: 306 (54,16%)
  1. Urbana: 7 (2,29%)
  2. Rural: 299 (97,71%)
3. Mulheres: 259 (45,84%)
  1. Urbana: 7 (2,70%)
  2. Rural: 252 (97,30%)

## Infraestrutura
Exército
No bairro está uma importante área do exército brasileiro do município, como por exemplo o 29º BIB. Devido aos acessos principais à área militar se dar pelo vizinho bairro Boi Morto, a grande maioria das pessoas cometem o engano de dizer que esta área se chama Boi Morto.
Os quartéis do exército ocupam boa parte da área do bairro. Estão lá o 4º BLog, o Centro de Instrução de Blindados e o 29° BIB.
Eventos
- Festa dos Carreteiros: Em 1999 aconteceu a 1ª festa dos Carreteiros, que de dois em dois anos faz um resgate histórico demonstrando, através da música, da dança, e dos jogos campeiros.[1]
- Acampamento dos Carreteiros: Acontece em dezembro e é palco de manifestações culturais como trovas, causos, cantorias e shows.[1]
- Festival da Mandioca: Este evento marca a importância da Culinária Campeira e o seu resgate através de um resgate gastronômico com concurso de pratos feitos com mandioca e concurso para escolher a maior mandioca e a mais pesada mandioca.[1]
- Festi-doce: Realizado no mês de junho, reúne doceiras especializadas, que demonstram, através de sua atividade, a participação dos doces na culinária gaúcha, e uso de frutas da região como geração de renda.[1]
- Jantar Italiano: Reúne as comunidades de descendentes de imigrantes com o objetivo de confraternizar em torno da gastronomia típica e da presença dos produtos coloniais produzidos no bairro. O jantar ocorre no mês de junho.[1]

Educação

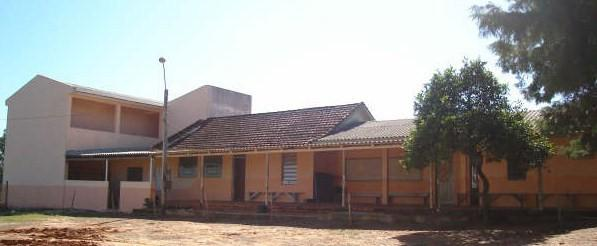
Fotografia da fachada do prédio da Escola José Paim de Oliveira.

A Escola Municipal de Ensino Fundamental José Paim de Oliveira, localizada na unidade residencial Alto das Palmeiras é o único estabelecimento de ensino situado no bairro. A escola, assim como, a Escola Major Tancredo Penna de Moraes na Palma e inúmeras outras do município, é tida como uma escola-núcleo por concentrar várias outras que a ela se fundiram. Com a nuclearização, no anos de 1993 e 1994, reuniram-se as seguintes escolas das comunidades próximas:
- E. M. 1º Grau Incompleto José Farias, localizada no Passo da Laranjeira;
- E. M. 1º Grau Incompleto Hermógenes Brasil, no Rincão dos Brasil, e;
- E. M. 1º Grau Incompleto Nossa Senhora de Fátima, na Cabeceira do Raimundo, e a própria;
- EMEF José Paim de Oliveira, no Alto das Palmeiras.
- E. M. 1º Grau Incompleto João Coden, na Colônia Conceição;
- E. M. 1º Grau Incompleto Valentim Toniolo, na Colônia Toniolo;
- E. M. 1º Grau Incompleto Francisco Escobar, na localidade de Banhados.

Indústrias
O bairro possui engenho de arroz, abatedouro, depósito de couro, marcenaria, olaria e pequenas agroindústrias.